# Eolípila
Eolípila, do grego Æolipile, também denominada de Máquina de Heron ou Máquina Térmica de Heron, é uma esfera oca, abastecida por uma bacia com água, que é  aquecida para produzir vapor, fazendo com que este produza movimento.

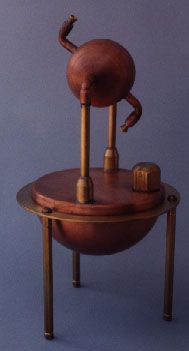
Um modelo moderno da eolípila de Heron
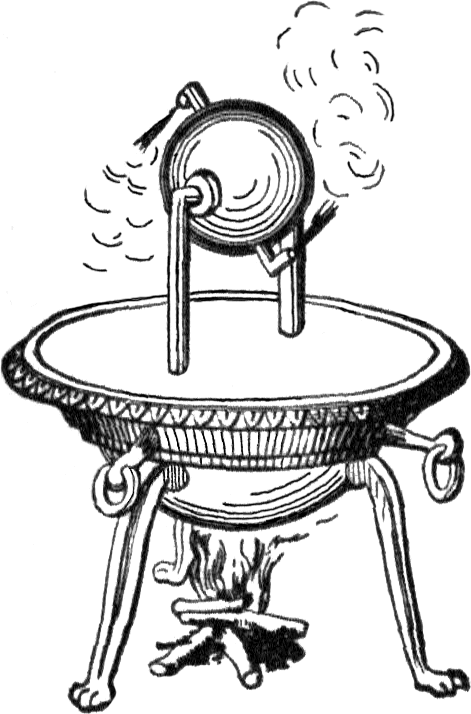
Uma ilustração da eolípila de Heron ou Máquina Térmica de Heron
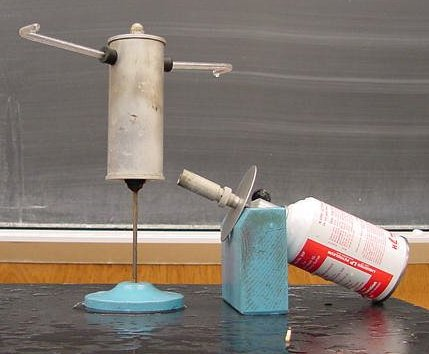
Um modelo de uma eolípila

O aparelho consiste de uma câmara (normalmente uma esfera ou um cilindro) com tubos curvados, por onde o vapor é expelido. A força resultante faz com que o aparelho gire. Normalmente, a água é aquecida numa bacia, que está ligada à câmara giratória por um par de tubos que também servem como eixo para a câmara. No entanto, a água também pode ser aquecida na própria câmara como demonstra a ilustração abaixo.
Foi desenhada no século I d.c. por Heron de Alexandria, sendo considerada a primeira máquina a vapor documentada.

## Funcionamento
O vapor que sai da eolípila por ambos os furos tem a mesma pressão, já que estaria em equilíbrio se os furos fossem tampados; logo, o que o faz mover é justamente a pressão do vapor sobre o corpo - como a causada por ventos, o que Heron desejava elucidar com a invenção.

## Curiosidades
O platonista inglês Thomas Burnet  propôs que a forma primordial da Terra, antes do Dilúvio, era uma eolípila, com uma superfície lisa, e que a forma atual é uma ruína da forma anterior.